# Тетеринг
Тетеринг (англ. Tethering, |ˈteðərɪŋ|, от tether, |ˈtɛðə|  — привязывать) — использование мобильного телефона в качестве точки доступа других устройств к услугам сети передачи данных оператора сотовой связи. При этом мобильный телефон выступает в качестве модема и  маршрутизатора для подключившихся устройств. Подключение устройств к мобильному телефону может осуществляться как по беспроводному каналу (Bluetooth, Wi-Fi), так и по проводному каналу (USB).
Тетеринг начал использоваться для предоставления интернет-доступа с тех пор, как операторы сотовой связи начали предоставлять свои сети для доступа в Интернет, а программное обеспечение телефона смогло обеспечить маршрутизацию трафика между двумя и более подключившимися к нему устройствами.

## Использование на практике
Несмотря на то, что многие организации разворачивают публичные Wi-Fi сети, не все дают право доступа сторонним пользователям, таким образом тетеринг на сегодняшний день оказывается особенно актуальной и востребованной технологией. Поддерживается различными мобильными операционными системами.
Множество деловых людей «привязывают» свои мобильные телефоны к КПК в тех случаях, когда работодатели не оплачивают затраты на смартфон, однако полностью компенсируют затраты на сотовый, либо когда на сотовом более выгодный тариф. Пользователи, подключающиеся к интернету таким образом, могут получить доступ к сети интернет из любого места, где доступна мобильная связь.
Договоры многих операторов сотовой связи запрещают использование тетеринга и платный тетеринг операторы называют вынужденной мерой, необходимой для снижения неконтролируемого прироста интернет-трафика (по их заявлениям, «такая мера не была актуальной 5–10 лет назад, в начале бурного развития интернета, однако сегодня является необходимым инструментом для управления нагрузкой на сеть связи для сохранения высоких скоростей и качества доступа в интернет для всех абонентов») 
В одной из версий операционной системы iPhone данная опция была отключена.
В 2023 году Федеральная антимонопольная служба (ФАС) потребовала от крупнейших мобильных операторов России («большую четверку») отменить плату за тетеринг